# Borg El Arab
Borg El Arab (en idioma árabe: برج العرب) es una ciudad industrial y vacacional del norte de Egipto. Se encuentra a 7 kilómetros del Mar Mediterráneo y 45 kilómetros al suroeste de Alejandría. Cuenta con una población aproximada de 113.000 personas. En ella está localizado el Aeropuerto de Borg El Arab y el estadio con mayor capacidad de espectadores de Egipto, el Estadio de Borg el Arab.
- Datos: Q1043090
- Multimedia: Borg El Arab / Q1043090